# Henry Markram
Henry Markram (Sudafrica, 28 marzo 1962) è un neuroscienziato israeliano.

## Biografia

### Blue Brain Project
Dal 2005 ha collaborato alla realizzazione del progetto Blue Brain, avviato da IBM nel maggio 2005, volto a simulare un cervello. L'obiettivo del progetto non è realizzare un'intelligenza artificiale ma studiare la struttura del cervello e le sue connessioni.

### Human Brain Project
Markram era direttore dello Human Brain Project un progetto scientifico nel campo dell'informatica e delle neuroscienze che mira a realizzare, entro il 2023, attraverso un supercomputer, una simulazione del funzionamento completo del cervello umano. Perse la posizione in seguito allo scandalo della lettera di lamentele nei suoi confronti firmata da 700 scienziati e colleghi. 
Il programma scientifico è diretto da un'équipe svizzera dell'Scuola politecnica federale di Losanna (ÉPFL), in collaborazione con più di 90 università e scuole di alta formazione di 22 differenti paesi.
Nel gennaio 2013 (insieme al progetto Graphene), HBP è stato selezionato dalla Commissione europea tra i FET Flagships, i progetti faro di ricerca e sviluppo promossi dall'Unione europea: scelti da una rosa di sei candidati, i due progetti beneficeranno di un sostegno finanziario di 1 miliardo di euro lungo dieci anni.